# Hyperfrontia semicirculosa
Hyperfrontia semicirculosa is een vlinder uit de familie uilen (Noctuidae). De wetenschappelijke naam van deze soort is voor het eerst geldig gepubliceerd in 1935 door Gaede.
De soort komt voor in tropisch Afrika.